# Sonia Gorbel
Sonia Gorbel es una deportista tunecina que compitió en judo. Ganó cinco medallas en el Campeonato Africano de Judo entre los años 1996 y 1998.

## Palmarés internacional
| Campeonato Africano | Campeonato Africano    | Campeonato Africano | Campeonato Africano |
| Año                 | Lugar                  | Medalla             | Categoría           |
| ------------------- | ---------------------- | ------------------- | ------------------- |
| 1996                | Sudáfrica (Sudáfrica)  | Medalla de oro      | Abierta             |
| 1996                | Sudáfrica (Sudáfrica)  | Medalla de bronce   | +72 kg              |
| 1997                | Casablanca (Marruecos) | Medalla de plata    | Abierta             |
| 1997                | Casablanca (Marruecos) | Medalla de bronce   | +72 kg              |
| 1998                | Dakar (Senegal)        | Medalla de bronce   | +78 kg              |